# Paddeln
Paddeln bezeichnet die Fortbewegung eines Kanus durch einen Kanuten mittels Paddel (Doppelpaddel oder Stechpaddel) und kommt vom frei in der Hand bewegten Paddel (engl. paddle „rühren“). Die einzelnen  Paddelschläge werden dabei genutzt, um das Boot voranzutreiben, abzubremsen, zu steuern und die Rollbewegung zu kontrollieren, also das Boot waagrecht zu halten oder es bewusst zu kippen.
Das Paddeln unterscheidet sich in mehreren Punkten vom Rudern. Man benutzt nur ein Paddel, das frei beweglich ist, ohne Drehgelenk am Boot und man bewegt sich in Blickrichtung vorwärts. Durch die fehlende Hebelwirkung und den geringeren Einsatz der Beinmuskulatur ist ein Paddelboot im Allgemeinen bedeutend langsamer als ein Ruderboot, jedoch unterliegt man aufgrund der kleineren Spannweite und der höheren Wendigkeit geringeren Einschränkungen bei der Auswahl der Gewässer.
Neben der Beherrschung der einzelnen Schläge ist die Planung wichtig. Die zu paddelnde Strecke muss ebenso berücksichtigt werden wie das Wetter und der Wasserstand.

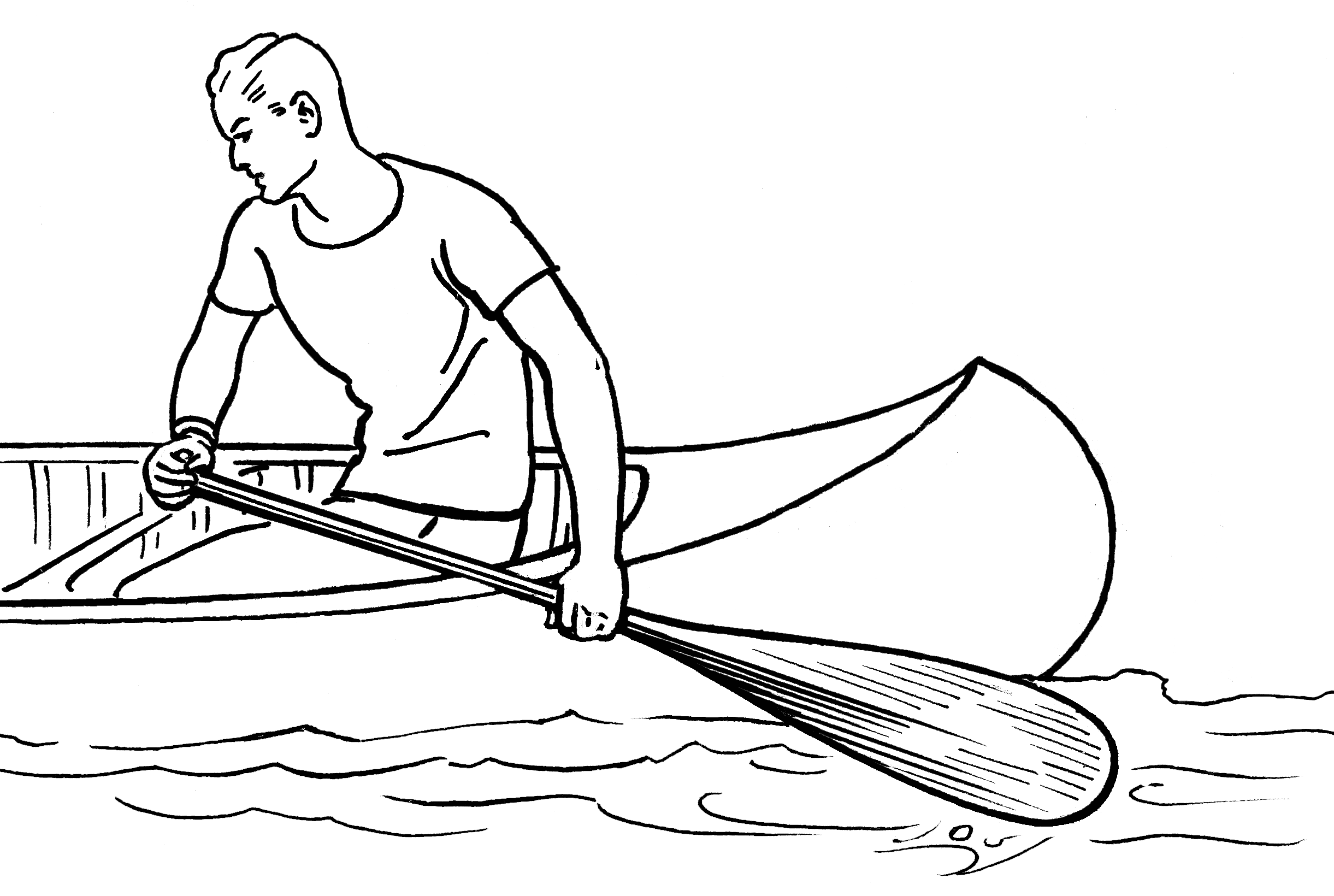
Verwendung eines Stechpaddels im Kanadier

Neben dem Ein- und Aussteigen ist die Beherrschung der geeigneten Rettungstechniken essentiell.

## Kajak
Im Kajak sitzt man und benutzt ein Doppelpaddel. Die wichtigsten Paddelschläge sind:
- Grundschlag
- Bogenschlag
- Ziehschlag
- Kanadierschlag (beim Kanuslalom)

Diese Schläge gibt es neben der Bewegung nach vorne auch als Rückwärtsschläge. Ebenso werden Kombinationsschläge davon ausgeführt.
Für bestimmte Paddel wie das Wing-Paddel oder das Grönlandpaddel gibt es spezielle Bewegungen.

## Kanadier
Im Kanadier sitzt oder kniet man und benutzt ein Stechpaddel. Die kniende Körperhaltung hat Vorteile, da der Paddler damit im Oberkörper beweglicher ist. Allerdings ist der Schwerpunkt im Kanadier im Vergleich zum Kajak dadurch höher.
Im Freizeitbereich wird ein Kanadier überwiegend zu zweit gepaddelt, es gibt aber auch Boote, die speziell auf das Solopaddeln ausgelegt sind.
Die wichtigsten Paddelschläge sind:
- Vorwärtsschlag (einfach geradeaus ohne Korrekturen)
- Bogenschlag (für leichte Kurskorrekturen zur paddelabgewandten Seite)
- J-Schlag (für Kurskorrekturen zur Paddelseite hin)
- Heckhebel (kraftvolle Kurskorrektur zur Paddelseite)
- Duffek (Kurvenfahrt zur Paddelseite hin)
- Cross Duffek (Kurvenfahrt zur Paddelabgewandten Seite)
- Bugziehschlag (Drehen des Kanus im Stand zur Paddelseite hin – über den Bug)
- übergegriffener Bugziehschlag (Drehen des Kanus im Stand zur paddelabgewandten Seite – über den Bug)

Grundsätzlich ist die Paddeltechnik im Kanadier anspruchsvoller als im Kajak.

## Weitere Arten

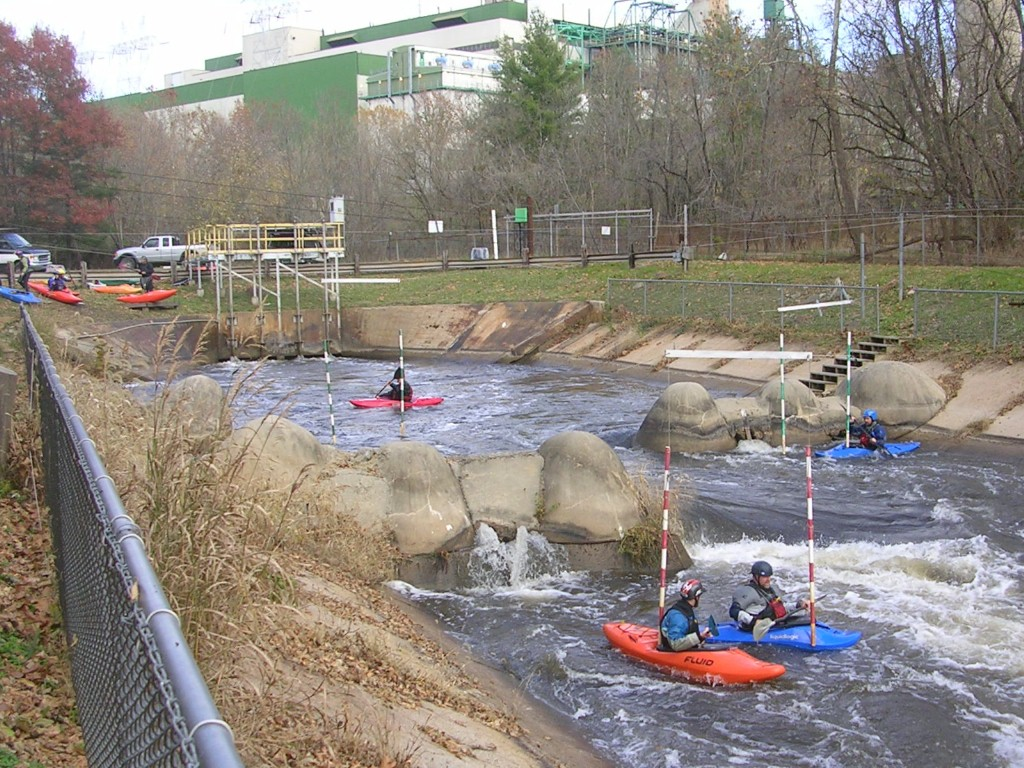
Ein Wildwasserpaddelkurs

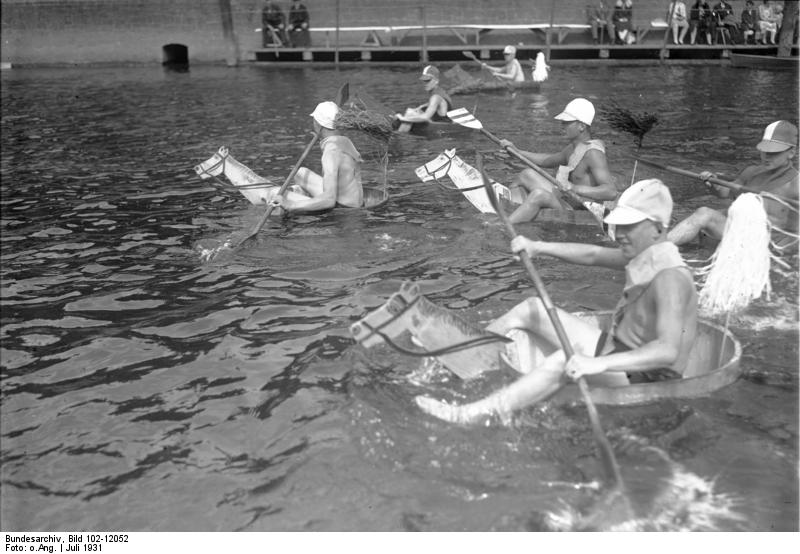
Wettpaddeln in Waschfässern

Für das Wildwasserpaddeln oder das Seekajakfahren werden zusätzlich zu den Paddeltechniken noch spezielle Kenntnisse verlangt. Es gibt sehr unterschiedliche Kanusportarten, bei denen man paddelt. Neben der klassischen Unterscheidung der Kanus in Kajaks und Kanadier gibt es noch andere gepaddelte Boote wie zum Beispiel das Falt- und das Schlauchboot oder aber den Einbaum, die Drachenboote Asiens, die Auslegerkanus und Pirogen der Südsee, die Baidarkas und Umiaks der Arktis. Seit 2010 findet das Stand Up Paddling eine weite Verbreitung.

## Paddeln lernen
Das Paddeln wird von Vereinen des Deutschen Kanu-Verbandes gelehrt, aber auch in kommerziellen Kanuschulen, zum Beispiel des Verbandes Deutscher Kanuschulung.
Im DACH-Gebiet gibt es noch den Österreichischen Kanuverband und den Schweizerischen Kanu-Verband.